# Initiative populaire « Pas de spéculation sur les denrées alimentaires »
L'initiative populaire  « Pas de spéculation sur les denrées alimentaires » est une initiative populaire fédérale suisse, rejetée par le peuple et les cantons le 28 février 2016.

## Contenu
L'initiative propose d'ajouter un article 98a à la Constitution fédérale qui demande que « la Confédération légifère sur la lutte contre la spéculation sur les matières premières agricoles et les denrées alimentaires », et ceci en interdisant tout investissement dans ces produits. Elle demande également que le pays « s’engage au niveau international en faveur d’une lutte efficace à l’échelle mondiale contre la spéculation sur les matières premières agricoles et les denrées alimentaires ».
Le texte complet de l'initiative peut être consulté sur le site de la Chancellerie fédérale.

## Déroulement

### Contexte historique
Depuis 2007, les prix des denrées alimentaires de base (blé, riz, soja, café ou coton) subissent de fortes variations, notamment en raison des changements structurels sur les marchés à terme des matières premières (agricoles), aussi appelés « financiarisation ». Afin de minimiser les effets de ces fluctuations de prix, les agriculteurs, négociants et fabricants utilisent des dérivés agricoles permettant d’acheter ou de vendre à une date future une quantité déterminée de matières premières agricoles à un prix fixé à l’avance. Selon les initiants, ce sont les opérations spéculatives sur ces dérivés qui influent sur le prix final des denrées alimentaires. Ils mettent en avant le fait que la Suisse « joue un rôle essentiel dans le négoce international des matières premières agricoles ».

### Récolte des signatures et dépôt de l'initiative
La récolte des 100 000 signatures débute le 25 septembre 2012. L'initiative est déposée le 24 mars 2014 à la Chancellerie fédérale, qui constate son aboutissement le 17 avril de la même année .

### Discussions et recommandations des autorités
Le Conseil fédéral et le parlement recommandent tous deux de refuser cette initiative. Le premier, dans son message aux chambres, partage l'avis des initiants selon lequel « le prix des denrées alimentaires de base peut avoir de lourdes conséquences sur la population des pays en développement, a fortiori dans les pays qui sont fortement dépendants de l’importation de ces produits », tout en doutant de l'efficacité de l'initiative pour répondre à ces problèmes.
Le parlement relève de son côté qu'il n'existe aucune place de négoce en Suisse pour les instruments financiers visés et donc que l'effet serait quasi nul, tout en engendrant des coûts importants de mise en œuvre pour assurer le respect des nouvelles interdictions.

### Votation
Soumise à la votation le 28 février 2016, l'initiative est refusée par une majorité de 24 cantons, et par 59,9 % des suffrages exprimés. 

#### Résultats
| Pour                          | 1 287 786 | 40,1 | 111 392 | 12 063 | 3 336 178 | 5 302 797 | 62,91 | 1  | 1 | Rejetée |
| Contre                        | 1 925 937 | 59,9 | 111 392 | 12 063 | 3 336 178 | 5 302 797 | 62,91 | 19 | 5 | Rejetée |
| Source: Gouvernement Suisse 1 |           |      |         |        |           |           |       |    |   |         |

#### Résultats par cantons
Le tableau ci-dessous détaille les résultats par canton :